# Gainax
K.K. Gainax (jap. 株式会社ガイナックス, Kabushiki-gaisha Gainakkusu) ist eines der weltweit bekanntesten japanischen Produktionsstudios für Anime mit Sitz in Musashino, Präfektur Tokio. Die bekannteste Anime-Serie von Studio Gainax ist Neon Genesis Evangelion aus dem Jahr 1995. Das Unternehmen teilte am 7. Juni 2024 mit, dass es am 29. Mai 2024 das Insolvenzverfahren beantragt hat.

## Geschichte und Struktur
Das Studio Gainax wurde 1981 von den Studenten Hideaki Anno, Yoshiyuki Sadamoto, Takami Akai und Shinji Higuchi unter dem Namen Daicon Film gegründet. Die Gründer hatten zuvor bereits mit der Firma General Products selbstgefertigte Garage Kits verkauft – Kunststoffmodelle von beliebten Animecharakteren. Diese teils illegale Fertigung wurde auf Veranstaltungen durch tageweise Lizenzierung der Charaktere durch die Rechteinhaber gedeckt. Mit einem eigenen Anime-Studios wollten die in der entstehenden Anime-Fanszene heimischen Gründer nun nicht nur Figuren, sondern auch Filme selbst produzieren. Die ersten Produktionen waren die Eröffnungsfilme für die Anime-Convention Daicon III und IV 1981 und 1982, daher auch der Name Daicon Film. Die beiden Kurzfilme waren voller Anspielungen auf und Gastauftritten aus beliebten Animeserien und fanden unter dem Publikum und auch in der Branche Beachtung. Sie wurden auf der Veranstaltung auf Kassetten verkauft, was sie zu Vorläufern der Original Video Animation macht.
Das Studio erhielt 1984 seinen heutigen Namen, wobei gaina ein Dialektbegriff für „groß(artig)“ ist, speziell aus dem im Osten der Präfektur Shimane und Westen der Präfektur Tottori gesprochenen Umpaku-Dialekt. Im Zusammenhang mit dem neuen Namen hatte die Produktion am ersten großen Kinofilm des Studios begonnen: Wings of Honneamise. Möglich geworden war dies durch das Investment von Bandai. Viele Studiogründer hatten inzwischen auch professionelle Erfahrung gesammelt, doch der Film kam erst verspätet 1987 in die Kinos. Trotz guter Einspielergebnisse konnte er seine enormen Produktionskosten über die Kinos nicht wieder einfahren. Gainax war praktisch bankrott, stürzte sich aber dennoch in die nächsten Projekte und konnte die Schulden über langfristige Lizenzeinnahmen abtragen.
Auch nach vielen Jahren als etabliertes Studio ist Gainax bemüht, ihren Gründungsmythos eines Studios von Fans für Fans aufrechtzuerhalten. Dazu trug auch die Mockumentary Otaku no Video bei, die die Entstehung der Firma in fiktionalisierter Weise nachempfindet und die damalige Fanszene porträtiert. Neben Animes produzierte das Studio auch einige Computerspiele, die sich an männliches Publikum richten und mehrere junge Frauen (teils aus Animes von Gainax) in den Mittelpunkt der Spielegeschichten stellen. Der Spieler soll die Protagonistinnen verführen oder aufziehen. Das Studio war damit einer der Vorreiter dieses japanischen Genres von Lebenssimulation und Dating-Simulation sowie der Objektifizierung und Gamifizierung seiner weiblichen Charaktere. 1995 startete Gainax seine eigene Studio-Website mit Forum, die zu einem Ort des Austauschs über die kurz darauf gestartete Serie Neon Genesis Evangelion wurde und nach Meinung einiger Beobachter damit zum Erfolg der Serie beitrug.
Amtierender Geschäftsführer des Studios ist Yasuhiro Takeda, der Studiochef ist Hiroyuki Yamaga. Higuchi hat die Anime-Branche bereits vor Jahren verlassen. Die übrigen Gründungsmitglieder haben mittlerweile eigene Unternehmen, arbeiten jedoch immer wieder mit Gainax zusammen.
Mitarbeiter des Studio Gainax sind seit 2002 auf der jährlich stattfindenden Anime-Convention Connichi als Ehrengäste vertreten.
Bereits im Jahr 2016 wurde Gainax von Studio Khara zu einer Zahlung von 100 Millionen Yen Schadenersatz aufgrund nicht gezahlter Lizenzgebühren verklagt und vom Präfekturgericht Tokio zur Zahlung der kompletten Schadensumme verurteilt.
Im Juli des Jahres 2018 verkaufte Gainax sein Zweigunternehmen Gainax Fukushima an die Kinoshita Group Holding. Gainax Fukushima änderte im August gleichen Jahres seinen Namen und fungiert seither als Gaina mit Sitz in Koganei, Präfektur Tokio. Im Dezember 2019 wurde Tomohiro Maki, der ehemalige stellvertretende Direktor, wegen des Verdachts auf unangemessenem Verhalfen von der Polizei verhaftet, nachdem eine aufstrebende Synchronsprecherin Anzeige wegen sexueller Belästigung gestellt hatte. Er wurde ein Jahr später zu zweieinhalb Jahren Gefängnisstrafe verurteilt.
Im Februar 2020 wurde mit Yasuhiro Kamimura der neue stellvertretende Direktor vorgestellt.
Am 29. Mai 2024 meldete Gainax Insolvenz beim Bezirksgericht Tokio an, das über eine Woche später, am 7. Juni 2024, öffentlich bekannt gab. Die Marke Gainax wurde an Studio Khara übertragen, das auch bei der Übertragung aller verbleibenden Immobilien von Gainax an verschiedene Eigentümer helfen wird.

## Werke

### Anime
Folgende Werke wurden von Gainax animiert unter Ausnahme der Produktionen, bei denen es Subkontraktor war:

### Fernsehserien
- 1990: Die Macht des Zaubersteins
- 1995: Neon Genesis Evangelion
- 1998: Kare Kano
- 2001: Mahoromatic
- 2002: Abenobashi Mahō Shōtengai
- 2002: Mahoromatic – Motto Utsukushii Mono
- 2002: Puchi Puri Yūshi
- 2004: Kono Minikuku mo Utsukushii Sekai
- 2005: He Is My Master
- 2007: Tengen Toppa Gurren-Lagann
- 2008: Shikabane Hime: Aka
- 2009: Shikabane Hime: Kuro
- 2010: Hanamaru Yōchien
- 2010: Panty & Stocking with Garterbelt
- 2011: Dantalian no Shoka
- 2012: Medaka Box
- 2012: Medaka Box: Abnormal
- 2013: Stella Jogakuin Kōtōka C³-bu
- 2014: Mahō Shōjo Taisen
- 2015: Hōkago no Pleiades

### Original Video Animations
- 1988: Appleseed
- 1988: Gunbuster
- 1989: Beat Shot!!
- 1990: Circuit no Ōkami II: Modena no Tsurugi
- 1991: Honō no Tenkōsei
- 1991: Otaku no Video
- 2000: FLCL
- 2002: Anime Tenchō
- 2004: Re: Cutie Honey
- 2004: Top o Nerae 2!

### Weitere Anime-Produktionen
- 1987: Wings of Honneamise (Film)
- 1991: Nadia – The Secret of Blue Water – The Movie (Film)
- 1997: Neon Genesis Evangelion: Death & Rebirth (Film)
- 1997: Neon Genesis Evangelion: End of Evangelion (Film)
- 2005: Top o Nerae! & Top o Nerae 2! Gattai Gekijōban!! (Film)
- 2008: Gurren Lagann Parallel Works (Web-Anime)
- 2008: Tengen Toppa Gurren Lagann: Gurren-hen (Film)
- 2009: Tengen Toppa Gurren Lagann: Lagann-hen (Film)
- 2011: Hōkago no Pleiades (Web-Anime)

Hinzu kommen folgende Werke, bei denen Gainax die Planung übernahm:
- 1999: Anime Ai no Awa Awa Awā (Animation: Group TAC), eine Anthologie bestehend aus den drei Teilen:
  - Oruchuban Ebichu
  - Ai no Wakakusa Monogatari
  - Koume-chan ga Iku!!
- 2004: Bōkyaku no Senritsu (Animation: J.C.Staff)

### Computerspiele
- 1989–1991: Dennō Gakuen/CYBERNETIC Hi-SCHOOL I-IV (Strip-Quiz-Reihe für PC-9801)[14][15][16][17]
- 1990/1998: Silent Möbius Case: Titanic (1990: PC-9801, X68000, FM Towns 1998: PlayStation)
- 1991–2007: Princess Maker I-III, V